# Parque nacional y reserva del lago Clark
El Parque Nacional y Reserva del lago Clark (en inglés Lake Clark National Park and Preserve) es un área natural protegida integrada por un parque nacional de los Estados Unidos y una reserva localizados en el sur de Alaska, que protege numerosos arroyos y lagos de vital importancia para la pesquería del salmón de la bahía de Bristol. 
Administrativamente, el parque pertenece a los boroughs del Lake and Peninsula, de la Península de Kenai y de Matanuska-Susitna y al área censal de Bethel.
Fue establecido primero como monumento nacional en 1978 y luego como parque nacional en 1980. Protege una zona de 16 308 km², que lo convierten en el quinto más extenso de los parques nacionales de Alaska y también de todo Estados Unidos. El parque permite una gran variedad de actividades recreativas todo el año.

## Características
El parque del lago Clark ha sido llamado «la esencia de Alaska» (the essence of Alaska) ya que concentra en un área relativamente pequeña de la península de Alaska, al suroeste de Anchorage, una variedad de características que no se dan juntas en ninguno de los otros parques nacionales de Alaska: la unión de tres cadenas de montañas (la cordillera de Alaska, al norte; la cordillera Aleutiana, al sur; y las propias y accidentadas montañas Chigmit del parque); dos volcanes activos, el Iliamna y el Redoubt; una costa boscosa en el este (similar al sudeste de Alaska), bañada por las aguas del Cook Inlet; una meseta con tundra, en el oeste (similar a la Alaska Ártica); y varios lagos de color turquesa. 
Ninguna carretera ni camino conduce al parque y sólo se puede llegar en pequeños aviones, siendo el hidroavión el mejor método. El parque, uno de los menos visitados de todo el Sistema de Parques Nacionales de los Estados Unidos, tiene una media de algo más de 5.000 visitantes por año. 
La película documental Alone in the Wilderness (2003) se fija en lo que ahora es el parque. La mayor parte de la película fue rodada en 1968 y muestra la zona del parque de los lagos gemelos, Twin Lakes.

## Historia
La zona fue primero protegida mediante proclamación el 1 de diciembre de 1978 como monumento nacional de los Estados Unidos, formando parte de un grupo de 15 áreas naturales en Alaska que Jimmy Carter, haciendo uso de la prerrogativa presidencial, proclamó nuevos monumentos nacionales, después de que el Congreso de los Estados Unidos hubiese aplazado una gran compra de tierras alaskeñas que contaba con una fuerte oposición estatal. El Congreso aprobó en 1980 la ley de Conservación de Tierras de Interés Nacional de Alaska («Alaska National Interest Lands Conservation Act»), que incorporaba la mayoría de esos monumentos nacionales en parques nacionales y reservas, pero que también limitó el uso futuro de la prerrogativa presidencial en Alaska. 
El 2 de diciembre de 1980 el monumento se convirtió en un parque nacional.